# Mark Gordon
Ne doit pas être confondu avec Mark Gordon (homme politique).
Pour les articles homonymes, voir Gordon.
Mark Gordon, né le 10 octobre 1956 à Newport News (Virginie), est un producteur de cinéma américain.

## Biographie
Mark Gordon a travaillé sur de nombreux projets comme producteur et producteur exécutif, y compris pour A Pyromaniac's Love Story, Speed, 10 000 (10,000 B.C.), Le Chacal (The Jackal), et Il faut sauver le soldat Ryan (Saving Private Ryan). Il a aussi produit des séries télévisées comme Esprits criminels (Criminal Minds), Grey's Anatomy, American Wives, Le Diable et moi (Reaper) et Quantico.
Mark Gordon est l'ex-président de la Producers Guild of America
.

## Filmographie

### Cinéma
- 1994 : Speed de Jan de Bont
- 1997 : Chacal de Michael Caton-Jones
- 1998 : Il faut sauver le soldat Ryan de Steven Spielberg
- 2008 : 10 000 de Roland Emmerich
- 2009 : 2012  de Roland Emmerich
- 2016 : Steve Jobs de Danny Boyle
- 2016 : War Dogs de Todd Phillips
- 2017 : Le Grand jeu (Molly's Game) d'Aaron Sorkin
- 2017 : Le Crime de l'Orient-Express de Kenneth Branagh
- 2018 : Casse-Noisette et les Quatre Royaumes (The Nutcracker and the Four Realms) de Lasse Hallström et Joe Johnston
- 2019 : Midway de Roland Emmerich
- 2022 : Mort sur le Nil (Death on the Nile) de Kenneth Branagh
- 2023 : Mystère à Venise (A Haunting in Venice) de Kenneth Branagh

### Télévision
- depuis 2005 : Esprits criminels de Jeff Davis (+309 épisodes)
- depuis 2005 : Grey's Anatomy de Shonda Rhimes (+341 épisodes)
- 2007-2013 : American Wives (Army Wives) de Katherine Fugate (108 épisodes)
- 2007-2013 : Private Practice de Shonda Rhimes (112 épisodes)
- 2007 : Le Diable et moi (Reaper) de Tara Butters et Michele Fazekas (31 épisodes)
- 2011 : Criminal Minds: Suspect Behavior de Edward Allen Bernero et Chris Mundy (13 épisodes)
- depuis 2013 : Ray Donovan de Ann Biderman (+48 épisodes)
- 2015-2018 : Quantico de Joshua Safran et Mark Gordon (28 épisodes)
- 2016-2017 : Conviction de Liz Friedlander et Liz Friedman (13 épisodes)
- 2016-2017 : Esprits criminels : Unité sans frontières de Erica Messer et Erica Meredith (26 épisodes)
- 2016-2019 : Designated Survivor de David Guggenheim (47 épisodes)
- depuis 2018 : The Rookie : Le flic de Los Angeles de Alexi Hawley (+20 épisodes)
- 2022 : Ray Donovan: The Movie (téléfilm) de David Hollander
- 2022 : Criminal Minds: Evolution